# Когон, Ойген
О́йген Ко́гон (нем. Eugen Kogon, 2 февраля 1903, Мюнхен — 24 декабря 1987, Кёнигштайн) — немецкий публицист, социолог, политолог.

## Биография
Сын дипломата еврейского происхождения, выходца из России. Детство и юность провёл в католическом монастыре. Учился экономике и социологии в Мюнхене, Флоренции, Вене. По взглядам — левый христианский демократ. В 1927—1932 работал журналистом в Вене, редактировал католический журнал нем. Schönere Zukunft. В 1927 году защитил в Вене диплом о фашистской теории корпоративного государства. Развивал социологические взгляды Отмара Шпанна. Был близок к Венскому кружку.
С 1936 года в активной оппозиции нацизму, с 1937 года — под наблюдением гестапо. С сентября 1939 по 1945 год — узник Бухенвальда (под номером 9093). В концлагере стал секретарём доктора Эрвина Динг-Шулера, ставившего опыты (в том числе с возбудителями тифа) над заключёнными. Использовал своё положение для помощи и спасения ряда жертв нацизма, включая Стефана Гесселя и двух британских разведчиков, чьи номера он сменил номерами узников, погибших от тифа. СС внесло имя Когона в список из 46 лиц, подлежавших немедленному уничтожению при приближении сил Антигитлеровской коалиции, однако ему удалось избежать расправы, так как накануне освобождения лагеря Динг-Шулер вывез и перепрятал своего секретаря.
После Второй мировой войны участвовал в консолидации христианской демократии в земле Гессен. В предложенной им с единомышленниками «Программе народной партии», повлиявшей на составление Конституции Гессена, ратовал за «экономический социализм на демократической основе». С 1946 года вместе с Вальтером Дирксом выпускал лево-католический журнал культуры и политики «Франкфуртские тетради» (расходился тиражом 75 тысяч экземпляров). Впрочем, вскоре разошёлся во взглядах с руководством Христианско-демократического союза Германии, критиковал политику Аденауэра, выступал против ремилитаризации ФРГ и ядерного оружия, отстаивал принципы европейского федерализма. В 1951-1968 годах — профессор политической науки в Дармштадтском техническом университете. Приветствовал примирение ФРГ с Польшей, СССР и Чехословакией в рамках «Восточной политики» Вилли Брандта.

## Главная книга
Стал широко известен после выхода книги «Эсэсовское государство: система немецких концлагерей» (1946), первого исследования социального устройства нацистских концентрационных лагерей, которое проложило дорогу дальнейшим исследованиям лагерного мира и сохраняет авторитетность по нынешний день. Книга переведена на многие языки, в одной только Германии она была продана в количестве 500 тысяч экземпляров.

## Труды
- Der SS-Staat. Das System der deutschen Konzentrationslager[нем.]. Verlag Karl Alber, München 1946. 44. Auflage: Heyne Verlag, München 2006. ISBN 978-3-453-02978-1.
- Eugen Kogon — ein politischer Publizist in Hessen. Essays, Aufsätze und Reden zwischen 1946 und 1982/ Hubert Habicht (Hrsg.). Frankfurt/Main: Insel Verlag, 1982
- Gesammelte Schriften in 8 Bänden. Weinheim: Beltz, 1995—1999

## Признание
Одна из улиц Кёнигштайна названа именем Ойгена Когона. С 2002 в городе вручается премия его имени за вклад в развитие демократии, её первым лауреатом был министр иностранных дел Польши Владислав Бартошевский, в 2009 её получил Стефан Эссель.